# 360 Racing
360 Racing est une écurie de sport automobile britannique fondée en 2016. Elle participe régulièrement au championnat de Radical. À partir de 2016, l'écurie passe en European Le Mans Series, dans la catégorie LMP3.

## Historique
En 2016, l'écurie termine septième de la catégorie LMP3 pilotes et cinquième de la catégorie LMP3 équipes. L'année suivante, elle obtient la neuvième place de la catégorie LMP3 équipes.
En 2017, l'écurie participe au championnat British LMP3 Cup (en),,.
En 2018, l'écurie engage de nouveau une Ligier JS P3 en European Le Mans Series dans la catégorie LMP3,. En parallèle 360 Racing participe au championnat LMP3 Cup,,.

## Résultats en compétition automobile

### Résultats enEuropean Le Mans Series
| Année | Classe | n° | Voiture        | 1      | 2        | 3        | 4       | 5      | 6        | Total | Pos. |
| ----- | ------ | -- | -------------- | ------ | -------- | -------- | ------- | ------ | -------- | ----- | ---- |
| 2016  | LMP3   | 6  | Ligier JS P3   | SIL 5  | IMO 9    | RBR 3    | LEC 5   | SPA 5  | EST Abd. | 48    | 5e   |
| 2017  | LMP3   | 6  | Ligier JS P3   | SIL 7  | MON 7    | RBR Abd. | LEC Nc. | SPA 7  | POR 5    | 29    | 9e   |
| 2018  | LMP3   | 6  | Ligier JS P3   | LEC 4  | MON 2    | RBR 8    | SIL 4   | SPA 3  | POR 16   | 54    | 5e   |
| 2019  | LMP3   | 5  | Ligier JS P3   | LEC 13 | MON 8    | BAR 13   | SIL 6   | SPA 12 | POR      | 13.5  | 13e  |
| 2019  | LMP3   | 6  | Ligier JS P3   | LEC 10 | MON 6    | BAR 12   | SIL 4   | SPA 10 | POR 1    | 47.5  | 6e   |
| 2022  | LMP3   | 6  | Ligier JS P320 | LEC 5  | IMO Abd. | MON 2    | BAR 4   | SPA 7  | POR Abd. | 46    | 8e   |

* Saison en cours

### Résultats enAsian Le Mans Series
| Année | Châssis        | Moteur                    | Classe | 1      | 2      | 3        | 4     | Position | Points |
| ----- | -------------- | ------------------------- | ------ | ------ | ------ | -------- | ----- | -------- | ------ |
| 2023  | Ligier JS P320 | Nissan VK56 5,6 l V8 Atmo | LMP3   | DUB 12 | DUB 13 | ABU Abd. | ABU 8 | 13e      | 4      |

### Résultats enMichelin Le Mans Cup
| Année | Classe | n° | Voiture        | 1   | 2   | 3   | 4   | 5   | 6   | 7   | Total | Pos. |
| ----- | ------ | -- | -------------- | --- | --- | --- | --- | --- | --- | --- | ----- | ---- |
| 2022  | LMP3   | 5  | Ligier JS P320 | LEC | IMO | LMS | LMS | MON | SPA | POR | *     | *    |

* Saison en cours.

## Pilotes
- Ross Kaiser (2016-)
- James Swift (2016)
- Terrence Woodward (2016-)
- Tony Wells (2017-2018)
- John Corbett (2019-)
- James Winslow (2019-)
- Andreas Laskaratos (2019-)
- James Dayson (2019-)